# Rozsàdne
Rozsàdne (en (ucraïnès): Розсадне, en rus: Рассадное, Rassàdnoie) és un poble de la República Autònoma de Crimea a Ucraïna, que el 2014 tenia quatre habitants. Pertany al districte de Bakhtxissarai.